# Hrekove Dryhe
Hrekove Dryhe  (ucraniano: Грекове Друге) es una localidad del Raión de Kotovsk en el Óblast de Odesa de Ucrania. Según el censo de 2001, tiene una población de 28 habitantes.